# نيلس أندرسون (لاعب كرة قدم)
نيلس أندرسون (بالسويدية: Nils Andersson)‏ (10 مارس 1887 غوتنبرغ السويد - 15 أغسطس 1947 لوس أنجلوس الولايات المتحدة) هو لاعب كرة قدم سويدي سابق كان يلعب كمدافع، شارك خلال مسيرته في الألعاب الأولمبية الصيفية 1908.

## روابط خارجية
نيلس أندرسون على موقع الاتحاد الدولي (مؤرشف)  (الإنجليزية)
- نيلس أندرسون على موقع اتحاد السويد (السويدية)
- نيلس أندرسون على موقع قاعدة بيانات كرة القدم.إي يو (الإنجليزية)
- نيلس أندرسون على موقع ناشيونال فوتبول تيمز (الإنجليزية)
- نيلس أندرسون على موقع عالم كرة القدم.نت (الإنجليزية)
- نيلس أندرسون على موقع أوليمبيديا (الإنجليزية)
- نيلس أندرسون على موقع اللجنة الأولمبية السويدية (السويدية)